# Coprococcus catus
Coprococcus catus è una specie di batterio appartenente alla famiglia delle Lachnospiraceae.